# やりすぎ!ピンポン代行社
『やりすぎ!ピンポン代行社』（やりすぎ ピンポンだいこうしゃ）は、テレビ朝日にて、2016年4月17日（16日深夜）から、9月24日毎週日曜0:45 - 1:15（土曜深夜、JST）に放送されていたバラエティ番組である。
2016年2月17日に『お願い!ランキング』特別編の企画として、同番組の第1部内で放送された『ピンポン代行社』をレギュラー化したものである。

## 概要
一般の人の様々な悩みを、一流のプロが代行サービスを行い、その悩みを解決していく。

## 出演者
社長代行
- 竹山隆範（カンニング）

## 放送リスト

### 2016年
| 回 | 放送日        | お悩み                                                                                         | 社員代行                                                                                 | 備考                                                                    |
| -- | ------------- | ---------------------------------------------------------------------------------------------- | ---------------------------------------------------------------------------------------- | ----------------------------------------------------------------------- |
| SP | 2月17日（水） | 冷蔵庫の裏に落ちた物を拾って!                                                                  | 竹山隆範（カンニング）                                                                   | 『お願い!ランキング』特別編として同番組の第1部内（0:50 - 1:20）で放送。 |
| SP | 2月17日（水） | メルカリにいらないモノを出品して!                                                              | 竹山隆範（カンニング）                                                                   | 『お願い!ランキング』特別編として同番組の第1部内（0:50 - 1:20）で放送。 |
| SP | 2月17日（水） | 思い出の服の毛玉を取って!                                                                      | 竹山隆範（カンニング）                                                                   | 『お願い!ランキング』特別編として同番組の第1部内（0:50 - 1:20）で放送。 |
| SP | 2月17日（水） | 家のネット環境を無線LANにして!                                                                 | 竹山隆範（カンニング）                                                                   | 『お願い!ランキング』特別編として同番組の第1部内（0:50 - 1:20）で放送。 |
| SP | 2月17日（水） | エビが好きなので代わりに殻をむいて!                                                            | 竹山隆範（カンニング）                                                                   | 『お願い!ランキング』特別編として同番組の第1部内（0:50 - 1:20）で放送。 |
| 1  | 4月17日       | 子供がなかなか寝てくれない!                                                                    | 藤森慎吾（オリエンタルラジオ）                                                           |                                                                         |
| 1  | 4月17日       | 愛犬の姿を形に残したい!                                                                        | 髙木雄也（Hey! Say! JUMP）                                                               |                                                                         |
| 2  | 4月24日       | 新しい犬小屋が欲しい!                                                                          | 中村昌也                                                                                 |                                                                         |
| 2  | 4月24日       | 20歳になって、育ててくれた母親に感謝の気持ちを伝えたい!                                        | アレクサンダー                                                                           |                                                                         |
| 3  | 5月1日        | お店のメニューをキレイにしてほしい!                                                            | 福徳秀介（ジャルジャル）                                                                 |                                                                         |
| 3  | 5月1日        | 自分の部屋をオシャレにしたい!                                                                  | 中村昌也                                                                                 |                                                                         |
| 3  | 5月1日        | 元カレにもらった指輪を6年間捨てられないから捨ててほしい!                                       | 清水一希                                                                                 |                                                                         |
| 4  | 5月8日        | 家族写真を撮りたい!                                                                            | 中村昌也                                                                                 |                                                                         |
| 4  | 5月8日        | 魚の骨を取るのが苦手!                                                                          | じゅんいちダビッドソン                                                                   |                                                                         |
| 4  | 5月8日        | スワンボートを代わりに漕いでほしい                                                             | 髙木雄也（Hey! Say! JUMP）                                                               |                                                                         |
| 5  | 5月14日       | お庭の水まきが大変！                                                                           | 渡辺裕太                                                                                 |                                                                         |
| 5  | 5月14日       | ちょっと危険な動物の世話を代わりにやってほしい！                                               | 大倉士門                                                                                 |                                                                         |
| 5  | 5月14日       | 3つ目のお悩みはピンポン代行社の新サービスで解決！                                              | じゅんいちダビッドソン                                                                   |                                                                         |
| 6  | 5月21日       | お店を営む母の自慢料理を形に残しておきたい!                                                    | 篠宮暁（オジンオズボーン）                                                               |                                                                         |
| 6  | 5月21日       | 腰が痛くて庭の手入れがなかなか出来ない!                                                        | アレクサンダー                                                                           |                                                                         |
| 7  | 5月28日       | 料理で彼氏を驚かせたい!                                                                        | アレクサンダー                                                                           |                                                                         |
| 7  | 5月28日       | 玄関の電球に手が届かなくて電球交換ができない!                                                  | アレクサンダー                                                                           |                                                                         |
| 8  | 6月4日        | 飼い猫が家になじまない                                                                         | 狩野英孝、大倉士門                                                                       |                                                                         |
| 8  | 6月4日        | 母に世界に1つだけの物を贈りたい                                                                | コカドケンタロウ（ロッチ）                                                               |                                                                         |
| 9  | 6月11日       | トレードマークの衣装がもうどこにも売ってない！（依頼者：永野）                                 |                                                                                          |                                                                         |
| 9  | 6月11日       | 小さい頃から魚が大好きなので、家に理想の水槽がほしい！（依頼者：大倉士門）                     |                                                                                          |                                                                         |
| 10 | 6月18日       | 家に水着がありすぎて、収納できない！（依頼者：倉持由香）                                       |                                                                                          |                                                                         |
| 10 | 6月18日       | 経営しているスナックが、スナックっぽくない！（依頼者：スナックのママさん）                     |                                                                                          |                                                                         |
| 11 | 7月2日        | 大好きな“さけるチーズ”をお腹一杯食べたい！（依頼者：メイプル超合金・安藤なつ）                 |                                                                                          |                                                                         |
| 11 | 7月2日        | 愛犬きなことバリエーション豊かな写真が撮りたい！（依頼者：杉原杏璃）                           |                                                                                          |                                                                         |
| 12 | 7月9日        | 武蔵小山商店街でお悩み解決SP！                                                                 | 社長代行：原西孝幸（FUJIWARA）、副社長代行：藤本敏史（FUJIWARA）、社員代行：中村昌也     |                                                                         |
| 13 | 7月23日       | 子育てに奮闘する愛する妻のために喜ぶことをしてあげたい！（出演者：はんにゃ 川島章良）          |                                                                                          |                                                                         |
| 14 | 8月6日        | 世界に一つだけのこけしが欲しい！（出演者：たんぽぽ 川村エミコ）                                |                                                                                          |                                                                         |
| 15 | 8月13日       | 食欲がない！（とまん）                                                                         |                                                                                          |                                                                         |
| 15 | 8月13日       | 奥さんにいまだにクリスマスプレゼントを渡せていない！                                           | 社員代行：坪倉由幸（我が家）、社長代行：児嶋一哉（アンジャッシュ）／秘書代行：ホラン千秋 |                                                                         |
| 16 | 8月27日       | 大好きなお肉を心ゆくまで食べたい（出演者：武田梨奈・寺門ジモン）                               |                                                                                          |                                                                         |
| 17 | 9月3日        | Gカップグラビアアイドル岸明日香のお願い！（出演者：岸明日香）                                  |                                                                                          |                                                                         |
| 18 | 9月10日       | メイプル超合金・安藤なつの願いを叶えちゃいます！（出演者：安藤なつ）                           |                                                                                          |                                                                         |
| 19 | 9月17日       | 春香クリスティーンに喜んでもらうサプライズをご用意！（出演者：春香クリスティーン）             |                                                                                          |                                                                         |
| 20 | 9月24日       | メイプル超合金・カズレーザーの切なる願いを叶えます！（出演者：カズレーザー（メイプル超合金）） |                                                                                          |                                                                         |
| 21 | 10月1日       | 駒込駅近くにある霜降銀座商店街のお悩み！                                                       |                                                                                          |                                                                         |

## ネット局
| 放送対象地域 | 放送局                | 系列           | 放送曜日・放送時間           | 放送開始日    | 備考       |
| ------------ | --------------------- | -------------- | ---------------------------- | ------------- | ---------- |
| 関東広域圏   | テレビ朝日（EX）      | テレビ朝日系列 | 日曜 0:45 - 1:15（土曜深夜） | 2016年4月17日 | 制作局     |
| 福島県       | 福島放送（KFB）       | テレビ朝日系列 | 日曜 0:45 - 1:15（土曜深夜） | 2016年4月17日 | 同時ネット |
| 岩手県       | 岩手朝日テレビ（IAT） | テレビ朝日系列 | 火曜 1:20 - 1:50（月曜深夜） | 2016年4月26日 | 遅れネット |
| 山口県       | 山口朝日放送（yab）   | テレビ朝日系列 | 水曜 0:50 - 1:25（火曜深夜） | 2016年4月27日 | 遅れネット |
| 福岡県       | 九州朝日放送（KBC）   | テレビ朝日系列 | 木曜 2:20 - 2:50（水曜深夜） | 2016年4月28日 | 遅れネット |
| 青森県       | 青森朝日放送（ABA）   | テレビ朝日系列 | 金曜 1:15 - 1:45（木曜深夜） | 2016年4月29日 | 遅れネット |
| 熊本県       | 熊本朝日放送（KAB）   | テレビ朝日系列 | 火曜 1:15 - 1:45（月曜深夜） | 2016年5月3日  | 遅れネット |
| 愛媛県       | 愛媛朝日テレビ（eat） | テレビ朝日系列 | 火曜 1:20 - 1:50（月曜深夜） | 2016年5月3日  | 遅れネット |
| 秋田県       | 秋田朝日放送（AAB）   | テレビ朝日系列 | 金曜 0:50 - 1:20（木曜深夜） | 2016年5月6日  | 遅れネット |
| 長野県       | 長野朝日放送 (abn)    | テレビ朝日系列 | 木曜 1:20 - 1:50 (水曜深夜)  | 2016年9月22日 | 遅れネット |

### 不定期放送
- 北海道：北海道テレビ（HTB）
- 富山県：チューリップテレビ（TUT）（TBS系列）
- 近畿広域圏：朝日放送（ABC）
- 香川県・岡山県：瀬戸内海放送（KSB）

## スタッフ
- ナレーション：大谷育江
- 構成：小杉四駆郎、加藤ゆうた、塚越ゆうすけ
- ロケ技術：長﨑太資、涌田真也
- 美術進行：髙崎絵織
- 編集：楠田惣彦、神戸雄平
- CG：永見康明
- MA：斉藤冬彦
- 音効：佐藤卓嗣
- TK：船木玉緒
- 編成：瀧川恵
- 宣伝：尾木みのり
- デスク：北谷みづき
- リサーチ：高木美嘉、堀内大希
- 制作協力：ViViA
- アシスタントディレクター：武田元紀、市野瀬雄大、牧戸城司、中島大輔
- ディレクター：高木智和、倉田敬之、寺下洋平、小西裕司
- チーフディレクター：井長英嗣
- アシスタントプロデューサー：河野朋恵、秋定沙織
- プロデューサー：古瀬麻衣子、三浦大輔（ViViA）、平岩憲和（ViViA）
- ゼネラルプロデューサー：本部純
- 制作著作：テレビ朝日